# وقاية مثلية
الوقاية المثلية هي استخدام المعالجة المثلية بهدف الوقاية أو التحصين ضد الأمراض المعدية الخطيرة.

## التاريخ

### ملاريا
حظي هذا المفهوم باهتمام واسع النطاق في المملكة المتحدة بعد عملية سرية قامت بها كل من مدرسة لندن لحفظ الصحة وطب المناطق الحارة ومنظمة سينس أباوت ساينس وبرنامج نيوزنايت التابع لهيئة بي بي سي في عام 2006. تظاهرت إحدى الباحثات بأنها مسافرة إلى بلدان معروفة بأنها متأثرة بالملاريا، وزارت الصيدليات في لندن. سجلت محادثاتها مع المعالجين المثليين الذين قدموا النصيحة (الخاطئة) بأن العلاجات المثلية يمكن أن تحمي من الملاريا. قال الدكتور بيتر فيشر، مدير مستشفى لندن الملكي للطب المثلي آنذاك (الذي أعيدت تسميته منذ ذلك الحين إلى مستشفى لندن الملكي للطب التكميلي)، لنيوزنايت إنه «لا يوجد أي سبب على الإطلاق للاعتقاد بأن المعالجة المثلية تساعد في الوقاية من الملاريا» حتى أن «الأفراد قد يموتون بسبب الملاريا إذا اتبعوا هذه النصيحة».
بعد بث البرنامج، بدأ المجلس الصيدلاني العام تحقيقًا في بعض الصيدليات المعنية، لكنه أعلن في عام 2011 أنه أسقط الحالات مشيرًا إلى التحسينات التي أُجريت بالفعل لمنع تكرار مثل هذه الأمور بالإضافة إلى أن الحالات لم تستوفِ الحد الأدنى من المعايير للإحالة إلى لجنة التحقيق.

### بديل مزعوم للقاحات
في عام 2010، وجد برنامج اسكتلندا التابع لهيئة بي بي سي أن ثلاثة من الأعضاء الستة في جمعية الطب المثلي، ومقرها في اسكتلندا، كانوا يقدمون «لقاحات» الحصبة والنكاف والحصبة الألمانية المثلية للآباء.
في نوفمبر عام 2014، حقق البرنامج الكندي ماركيت بليس التابع لهيئة الإذاعة الكندية في النصائح المقدمة للآباء في ممارسات المعالجة المثلية في تورونتو وفانكوفر، ووجد أن البعض «يقدم علاجات، تسمى «نوسودات» (أي علاجات مَرضية)، مصنعة من مواد بيولوجية مثل القيح والأنسجة المريضة والعصيات من القشع أو البراز (في حالة «نوسودات الأمعاء»)، كبدائل لقاح، وإخبار الآباء أن هذا العلاج فعال بقدر اللقاحات ضد أمراض مثل الحصبة وشلل الأطفال والسعال الديكي، وهي أمراض شديدة العدوى وقد تكون قاتلة للرضع»، ووصفت شانون ماكدونالد (ممرضة مسجلة وأستاذة مستخلفة مساعد في جامعة ألبرتا) هذه الممارسة بأنها «غير مسؤولة على الإطلاق».
في ديسمبر عام 2014، وجدت المحكمة الفيدرالية الأسترالية أن الشركة المورد للمعالجة المثلية هوميوباثي بلاس! ومديرتها، فرانسيس شيفيلد، شاركوا في سلوك مضلل وخادع فيما يتعلق بفعالية لقاح السعال الديكي وأشاروا إلى أن العلاجات المثلية البديلة كانت آمنة وفعالة في الوقاية من السعال الديكي، منتهكين بذلك قانون حماية المستهلك الأسترالي.
سلط تحقيق سري أجرته صحيفة ذا تايمز في مايو عام 2019 الضوء على المشكلة المستمرة المتمثلة في تقديم بعض ممارسي الطب البديل في المملكة المتحدة العلاج الوقائي المثلي. استجابت جمعية المعالجين المثليين لإقحام أحد أعضائها في هذا الأمر (باعتباره شخصًا يقدم العلاج الوقائي المثلي) من خلال تقديم شكوى رسمية إلى منظمة معايير الصحافة المستقلة، وهي الجهة المنظمة للصحافة. اتضح أن بيان موقف الجمعية «لا يؤيد استخدام أدوية المعالجة المثلية كبديل للقاحات للوقاية من الأمراض المعدية الخطيرة» رغم أنه، بشكل متضارب إلى حد ما، يشير أيضًا إلى أن «الوقاية المثلية قد تكون فعالة في ظروف معينة».

### جائحة كوفيد-19
في 14 يوليو عام 2021، ألقي القبض على جولي مازي من نابا، وهي طبيبة علاج طبيعي مرخصة في كاليفورنيا، بسبب «مخططها المزعوم لبيع حبيبات التحصين الوقائي المنزلي وتزوير بطاقات التطعيم ضد مرض فيروس كورونا (كوفيد-19) من خلال إظهار أن العملاء قد تلقوا لقاح موديرنا المرخص من قبل إدارة الغذاء والدواء الأمريكية». اتُهمت بالاحتيال الإلكتروني وتلقت تهمةً أخرى بنشر بيانات كاذبة تتعلق بمسائل الرعاية الصحية، وتعد أول شخص يواجه «محاكمة احتيال جنائية فيدرالية متعلقة بالتحصينات الوقائية المنزلية» أو «ببيع بطاقات تلقيح مزيفة ضد فيروس كورونا».